# Philippe Basiron
Philippe Basiron, francoski renesančni skladatelj, pevec in organist, * 1449, † 1491.
Velja za enega najboljših in najbolj vplivnih skladateljev 15. stoletja.